# لورين كيتشن
لورين كيتشن (بالإنجليزية: Lauren Kitchen)‏ (و. 1990  م) هي دراجة أسترالية، ولدت في آرمدال.

## روابط خارجية
- لورين كيتشن على موقع الاتحاد الدولي للدراجات (الإنجليزية)
- لورين كيتشن على موقع أرشيف الدراجات (الإنجليزية)
- لورين كيتشن على موقع إحصائيات الدراجات الإحترافية (الإنجليزية)
- لورين كيتشن على موقع نسبة الدراجات (الإنجليزية)
- لورين كيتشن على موقع CyclingDatabase.com (مؤرشف) (الإنجليزية)